# Read my lips: no new taxes
« Read my lips: no new taxes » (littéralement « Lisez sur mes lèvres : pas de nouveaux impôts ») est une petite phrase désormais célèbre dite par George H. W. Bush, alors candidat à l'élection présidentielle de 1988. Il la prononce le 18 août 1988 devant la convention nationale républicaine (en), au cours de son discours d'acception de nomination comme candidat du parti républicain. « le Congrès me poussera à lever des impôts, et je dirai non, ils reviendront à la charge, et je dirai encore non, et ils reviendront encore. Et la seule chose que je pourrai leur dire, c'est : lisez sur mes lèvres. Pas de nouveaux impôts. »
Écrite par Peggy Noonan, cette phrase est l'un des moments forts du discours. La promesse de ne pas augmenter les impôts est l'une des constituantes majeures de la plateforme électorale de Bush pour l'élection de 1988 mais cette partie du discours la cristallise dans la conscience collective. L'effet de cette promesse est alors considérable et semble avoir aidé Bush à gagner les élections. 
Mais une fois président, George Bush ne respecte pas son engagement. Et quatre ans plus tard, lors de la campagne de 1992 pour sa réélection, tant son concurrent aux primaires républicaines, Pat Buchanan, que son adversaire démocrate, Bill Clinton, lui rappellent cette promesse bafouée.
En 1990, l'humoriste David Letterman détourne cette phrase en disant « Read my lips: I was lying ».